# Чернь канадська
Чернь канадська (Aythya collaris) — вид качок, поширений у Північній Америці.

## Поширення
Вид поширений у Канаді та на півночі США. На зимівлю відлітає до Центральної Америки. Інколи, як залітний вид, спостерігається в Європі.

## Опис
Невелика качка завдовжки 37-46 см і вагою 600—1200 г. У самця темна голова з фіолетовим відблиском; груди, хвіст і спина чорні, черево біле; дзьоб сірий з білою смугою і білою лінією навколо основи дзьоба, очі жовті. Самиця коричнева, а навколо дзьоба у неї помітна світла окантовка.